# Амасья (провінція)
Ама́сья (тур. Amasya) — провінція в Туреччині, розташована в Чорноморському регіоні. Столиця — Амасья.
| Туреччина | Це незавершена стаття з географії Туреччини. Ви можете допомогти проєкту, виправивши або дописавши її. |